# Bandura
Bandura, (ukrainska: бандура) är ett lutaliknande stränginstrument med hemort i det som idag är Ukraina. Det har sex strängar över greppbrädan och sex eller flera strängar vid sidan av detta. Halsen är kort och har två skruvlådor, kroppen är oval med välvd botten och plant lock.

## Etymologi
Det tidigast kända omnämnandet av begreppet bandura går tillbaka till en polsk krönika från 1441, där det nämns att den polske kungen Sigismund III hade en bandurist av ukrainsk härkomst vid sitt hov.
Termen bandura tros ha kommit in i ukrainskan via polska, antingen från latinet eller från det grekiska pandora eller pandura, även om vissa forskare anser att det infördes direkt från grekiskan.
Begreppet kobza används ofta som en synomyn till bandura och har omväxlande använts fram till mitten av 1920-talet. Ibland träffar man på det kombinerade begreppet kobza-bandura, dock sällan i talspråk.

## Historia
Användningen av lutaliknande instrument i de områden som nu utgör Ukraina går tillbaka till år 591. Då skrev en bysantinsk-grekisk krönikör om bulgarkrigare som medförde lutaliknande instrument kallade ”kitharas”.
Banduran härstammar dock från orienten varifrån den under medeltiden spreds till södra Europa, och under 1400-talet spred sig till Östeuropa.
Instrumenten blev populära hos den Östeuropeiska adeln och det nämns på många ställen om ukrainska bandurister i både Ryssland och Polen. Kejsarinna Elisabet av Ryssland (dotter till Peter den store) var i hemlighet gift med sin ukrainske hovbandurist, Aleksej Razumovskij.
Användningen av instrumentet minskade hos adeln med införandet av västerländska musikinstrument och västerländskt musikmode, men det förblev favoritinstrument bland de ukrainska kosackerna.

## Utveckling
Uppfinningen av instrumentet tillskrivs den italienske lutakompositören Francesco Landini. Sällsynta ikonografiska bevis (av konstnärer som Alessandro Magnasco) fortfarande var i bruk i Italien runt år 1700. Liknande instrument har dokumenterats i Ukraina under det föregående århundradet.
I händerna på de zaporogiska kosackerna genomgick banduran betydande förändringar, på grund av utvecklingen av en speciell repertoar. På grund av dess primära roll som ackompanjemang till Duma (episk sång) anpassades utformningen för att bättre tillgodose denna funktion.
På 1700-talet utvecklades instrumentet till en form med 4–6 strängar över en greppbräda med eller utan band och upp till 16 diskantsträngar uppträdda i en diatonisk skala över locket. Banduran förblev i denna form fram till slutet av 1800-talet.
Banduran genomgick stora förändringar under 1900-talet parallellt med utvecklingen av det ukrainska folkets etniska frihet. Sanktioner som infördes av den ryska regeringen 1876 begränsade kraftigt användningen av det ukrainska språket, vilket fick till följd att även användningen av banduran som konsertinstrument avtog.
Under 1900-talet har banduran fått en renässans och intresset ökat, inte minst bland studenter och intellektuella.